# Poecilochaetidae
Poecilochaetidae (лат.) — семейство кольчатых червей отряда Spionida из подкласса Sedentaria класса многощетинковых.

## Описание
Многощетинковые черви. У них есть пара желобчатых питающих пальп, выступающие вперед хеты, образующие цефалическую «клетку», и колбовидные параподиальные доли. Черви с длинным, стройным телом. Простомиум маленький с фронтальной или медианной антенной. Первый сегмент с хетами или без них, с одной или двумя парами щупальцевых цирри. Параподии бирамовидные, с латеральными органами чувств между рами. Дорсальные и вентральные цирри веретеновидные или бутылкообразные.
Бентосные полихеты, обитающие в мягких отложениях.
Вид Poecilochaetus serpens имеет до 110 сегментов и длину в 5 см, образует U-образную нору в песке, трубка выстлана частицами глины или ила, сцементированными слизью; рытье осуществляется головой с помощью параподиальных цирри, прикрепленных к первому сегменту, и связанных с ними длинных щетинок.

## Систематика
Известно более 30 видов. Семейство Poecilochaetidae было впервые выделено в 1956 году на основе типового рода Poecilochaetus, который ранее входил в состав семейства Trochochaetidae.
- ?Elicodasia Laubier & Ramos, 1973[8], или синоним рода Poecilochaetus[9]
  - Elicodasia mirabilis Laubier & Ramos, 1973 (taxon inquirendum)
- Poecilochaetus Claparède in Ehlers, 1875[10]
  - Poecilochaetus anterospinus Magalhães, Bailey-Brock & Santos, 2015[11]
  - Poecilochaetus australis Nonato, 1963
  - Poecilochaetus bermudensis Hartman, 1965
  - Poecilochaetus bifurcatus Imajima, 1989[12]
  - Poecilochaetus brenkei Neal, Wiklund, Rabone, Dahlgren & Glover, 2022[13]
  - Poecilochaetus clavatus Imajima, 1989[12]
  - Poecilochaetus elongatus Imajima, 1989[12]
  - Poecilochaetus exmouthensis Hartmann-Schröder, 1980
  - Poecilochaetus fauchaldi Pilato & Cantone, 1976
  - Poecilochaetus fulgoris Claparède in Ehlers, 1875
  - Poecilochaetus gallardoi Pilato & Cantone, 1976
  - Poecilochaetus granulatus Imajima, 1989[12]
  - Poecilochaetus hystricosus Mackie, 1990[9]
  - Poecilochaetus ishikariensis Imajima, 1989[12]
  - Poecilochaetus japonicus Kitamori, 1965
  - Poecilochaetus johnsoni Hartman, 1939
  - Poecilochaetus koshikiensis Miura, 1988
  - Poecilochaetus magnus Imajima, 1989[12]
  - Poecilochaetus martini Brantley, 2009[14]
  - Poecilochaetus modestus Rullier, 1965
  - Poecilochaetus multibranchiatus Leon-Gonzalez, 1992
  - Poecilochaetus paratropicus Gallardo, 1968
  - Poecilochaetus perequensis Santos & Mackie, 2008[15]
  - Poecilochaetus polycirratus Santos & Mackie, 2008[15]
  - Poecilochaetus serpens Allen, 1904
  - Poecilochaetus spinulosus Mackie, 1990[9]
  - Poecilochaetus tokyoensis Imajima, 1989[12]
  - Poecilochaetus trachyderma Read, 1986
  - Poecilochaetus tricirratus Mackie, 1990[9]
  - Poecilochaetus trilobatus Imajima, 1989[12]
  - Poecilochaetus tropicus Okuda, 1937
  - Poecilochaetus vietnamita Gallardo, 1968
  - Poecilochaetus vitjazi Levenstein, 1962